# Archaefructus
Archaefructus és un gènere extint de plantes herbàcies amb llavors i aquàtiques de les quals se'n coneixen tres espècies. Els fòssils trobats provenen de la Formació Yixian del nord-est de la Xina.
Originàriament es van datar del Juràssic superior però actualment es creu que són de 125 milions d'anys enrere, del Cretaci inferior. Fins i tot amb aquesta revisió de la data, Archaefructus ha estat proposat com el primer gènere conegut d'angiospermes.
Archaefructaceae s'ha proposat com una nova família basal de les angiospermes.